# Harmstorf
Harmstorf ist eine Gemeinde im Landkreis Harburg in Niedersachsen. Sie gehört der Samtgemeinde Jesteburg an, die ihren Verwaltungssitz in der Gemeinde Jesteburg hat.

## Geografie
Harmstorf liegt nördlich des Naturparks Lüneburger Heide und südlich der Elbe in den östlichen Ausläufern der Harburger Berge. Der Fluss Seeve bildet auf einigen Kilometern die östliche Gemeindegrenze. Harmstorf grenzt im Uhrzeigersinn an Seevetal, Bendestorf und Rosengarten.
Die Landesgrenze zur Freien und Hansestadt Hamburg liegt rund sieben Kilometer nördlich von Harmstorf, die Hamburger Innenstadt ist etwa 23 Kilometer entfernt. Die Entfernung zur Kreisstadt Winsen beträgt rund 15 Kilometer in östlicher Richtung, die Hansestadt Lüneburg ist etwa 30 Kilometer von Harmstorf entfernt.

## Geschichte
Die Gemeinde soll erstmals um das Jahr 1000 im Zusammenhang mit einer Fluchtburg des Stiftes Ramelsloh erwähnt worden sein. Erstmals urkundlich erwähnt wurde Harmstorf ab dem 16. Jahrhundert als Herimannestorpe, später Hermsdorff.
Im 19. Jahrhundert befanden sich in Harmstorf die Höfe von neun Kötnern, hinzu kamen elf Abbauern. Nach dem Zweiten Weltkrieg entwickelte sich Harmstorf zu einem von Wohnbebauung geprägten Ort.

## Politik

### Gemeinderat
Der Gemeinderat von Harmstorf setzt sich aus neun Ratsmitgliedern zusammen.
- FWG: 7 Sitze
- CDU: 1 Sitz
- GRÜNE: 1 Sitz

(Stand: Kommunalwahl am 12. September 2021)

### Bürgermeister
Der ehrenamtliche Bürgermeister Andreas Maack wurde am 9. September 2001 gewählt.

### Wappen
Blasonierung: „Das Wappen ist wellenförmig schräg geteilt. Oben sind drei silberne Pferdeköpfe auf grünem Grund, unten ein blauer Schild schräg überlegt mit einem gestürzten silbernen Schwert auf goldenem Grund abgebildet.“

## Wirtschaft und Infrastruktur

### Verkehr
Die Autobahnen A1 und A7 führen nördlich bzw. östlich um das Gemeindegebiet herum. Durch Harmstorf führt die L213 (Hamburg – Egestorf). Der Flughafen Hamburg liegt rund 30 Kilometer nördlich von Harmstorf. Der Ort hat selbst keinen Anschluss an den Schienenverkehr. Die nächsten Bahnhöfe befinden sich in Klecken, Hittfeld und Maschen.